# Museo de Arte (Tartu)
El Museo de Arte de Tartu (en estonio: Tartu Kunstimuuseum) es un museo estatal de arte ubicado en Tartu, Estonia. Fue fundado en 1940 por iniciativa privada de los miembros de la escuela de arte local Pallas. Es el museo de arte más grande del sur de Estonia. Su colección principal está compuesta por obras de artistas estonios y extranjeros vinculados a Estonia, que abarcan desde el siglo XVIII hasta la actualidad. La colección incluye aproximadamente 23 000 piezas. El museo organiza exposiciones temporales basadas en sus propios fondos y en colaboración con museos y galerías tanto de Estonia como del extranjero. Las exposiciones se realizan en un edificio histórico situado junto a la Plaza del Ayuntamiento de Tartu.

## Historia

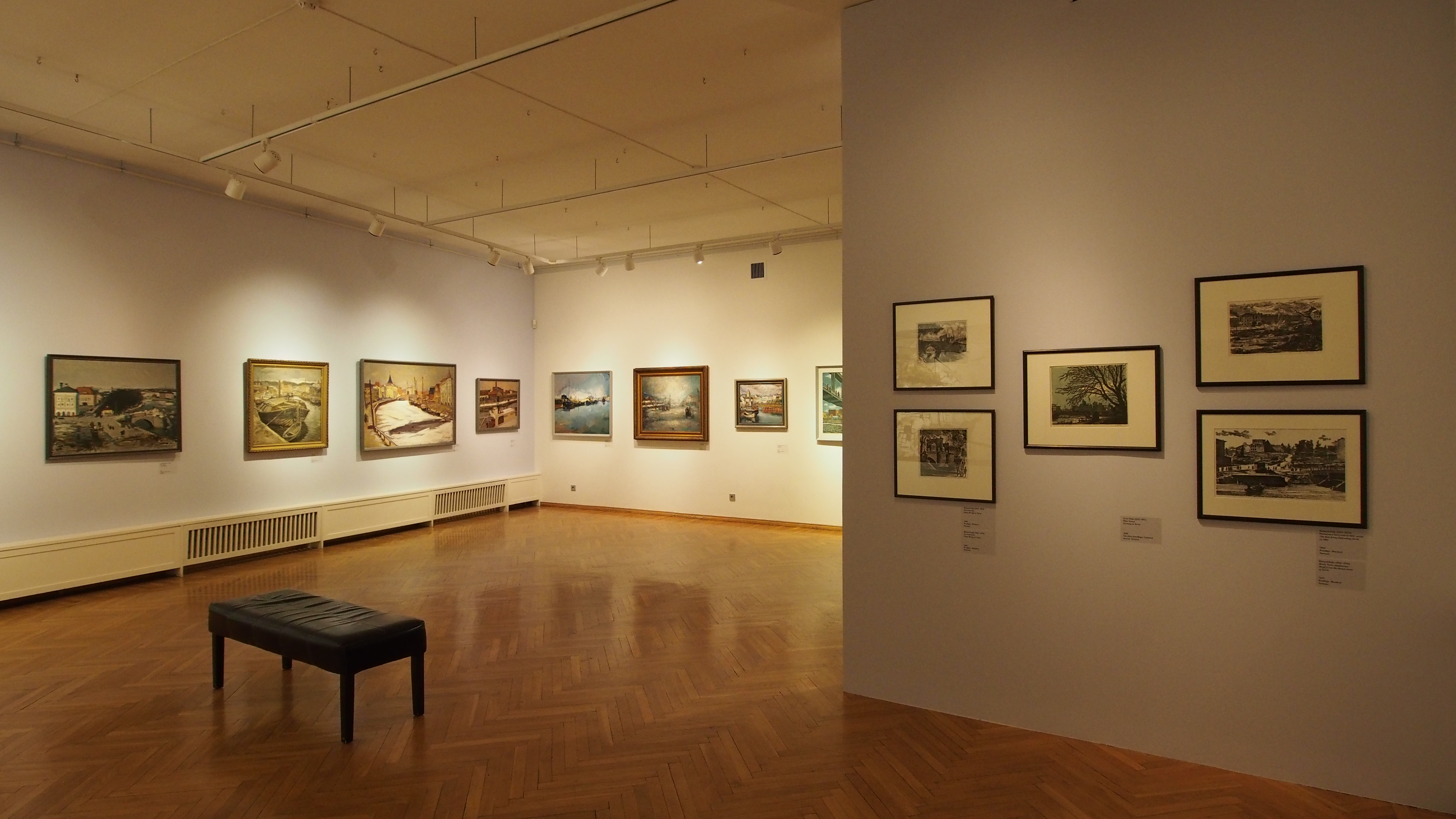
Interior del museo. Exposición «Cambiar Tartu en cuatro puntos de vista».

En 1918, la asociación artística Pallas fundó la Escuela Superior de Arte Pallas, que más tarde desempeñó un papel fundamental en la educación artística local. Veinte años después de la creación de la asociación, se tomó la decisión de fundar un museo. El 17 de noviembre de 1940, el Ayuntamiento de Tartu firmó un decreto para la creación del museo de arte, que se ubicó en Suurturg 3 (actualmente Plaza del Ayuntamiento, 3). En el verano de 1941, el Museo Etnográfico Estatal —actual Museo Nacional de Estonia— cedió al museo su colección de arte del siglo XX.
Durante la guerra, el museo tuvo que ser trasladado en varias ocasiones. La situación más crítica se produjo en 1943, cuando, durante un bombardeo, colapsó el edificio de ladrillo ubicado en Lai 17, que albergaba la colección en ese momento. Sin embargo, la mayor parte de la colección logró salvarse. Tras varios traslados, en 1946 el museo se estableció en dos plantas de un edificio en Vallikraavi 14. Con el tiempo, el edificio fue adaptado para satisfacer las necesidades del museo. En un principio albergaba tanto salas de almacenamiento como de exposición, pero en 1999 se decidió cerrar el edificio al público con el fin de preservar mejor la creciente colección de arte. Actualmente, el edificio alberga los almacenes, oficinas administrativas, espacios para el personal, talleres de restauración, biblioteca y archivos.
Desde 1988, el edificio conocido como la «Casa Caída» (Falling House) también ha sido utilizado por el Museo de Arte de Tartu. El museo ha contado con dos museos personales dedicados a artistas individuales: el museo de Anton Starkopf en Tartu (1972-1997) y el de Eduard Kutsar en Elva (1971-2012). Entre 2013 y 2017, el Museo de Arte de Tartu estuvo dirigido por Rael Artel, antigua curadora independiente y galerista.
Desde 2013, el museo estuvo dirigido por Rael Artel. Antes de asumir este cargo, trabajó como curadora independiente, organizando exposiciones internacionales de arte contemporáneo tanto en Estonia como en el extranjero. Como curadora invitada, colaboró con el Museo de Arte Kumu en Tallin y el Museo de Arte de Łódź, en Polonia. En 2016, tras la recomendación del comité de selección, el ministro de Cultura Indrek Saar y Rael Artel firmaron un contrato de trabajo para un nuevo período en la dirección del museo. Rael Artel dejó el Museo de Arte de Tartu en junio de 2017.
A partir del 26 de junio, Signe Kivi asumió el cargo de directora del museo. Antes de su trabajo en el museo, fue ministra de Cultura de la República de Estonia (1999-2002), miembro del Parlamento (2002-2005) y rectora de la Academia de Artes de Estonia (2005-2015). En 2019, Kivi dejó el cargo para reincorporarse al Parlamento como diputada.

## Colección del museo

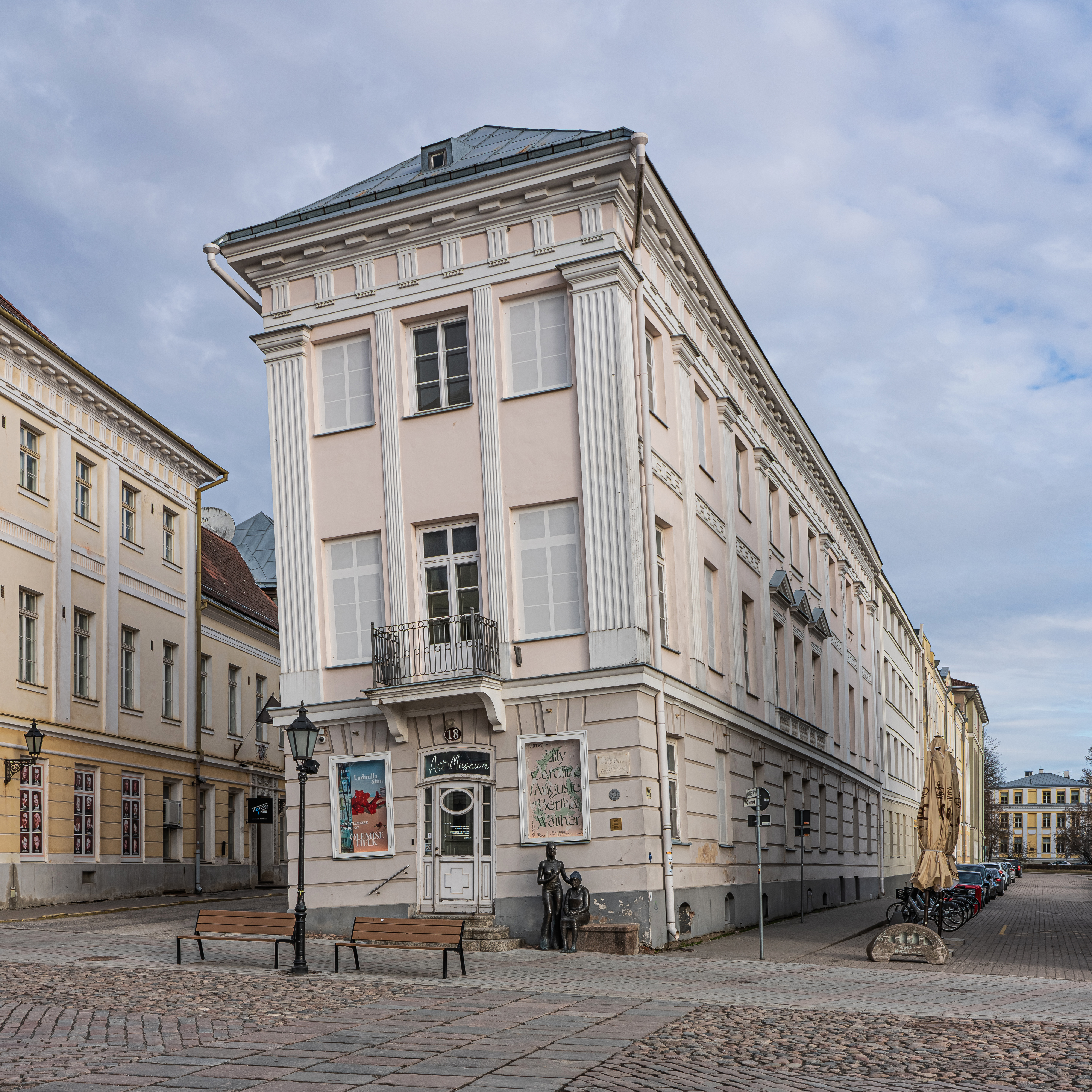
Edificio de exposiciones del Museo de Arte de Tartu.

La colección del museo comenzó con 133 obras de artistas pertenecientes a la asociación artística Pallas. La primera entrada en el catálogo fue «Interior», de Ida Anton-Agu. El legado de la asociación Pallas constituye una parte fundamental de la colección, con obras de Nikolai Triik, Konrad Mägi, Ado Vabbe, Aleksander Vardi, Karin Luts, entre otros. Además de los artistas de Pallas, el museo también alberga obras de las figuras más relevantes del arte estonio del siglo XIX, como Johann Köhler —del período del Despertar Nacional— y Julie Wilhelmine Hagen-Schwarz —de origen germano-báltico—.
La colección del museo incluye igualmente obras de reconocidos artistas rusos y de otros países. La escuela rusa está representada por Iván Aivazovski, Iván Shishkin, Maksimilián Voloshin, Konstántin Sómov, Mijaíl Lariónov, Natalia Goncharova, entre otros. En total, el museo posee unas 23 000 obras de arte. Sus colecciones comprenden pintura, dibujo, gráfica, escultura y diversas formas de arte contemporáneo, como fotografía, videoarte, arte performativo, arte sonoro e instalaciones. Las colecciones pueden consultarse en el sitio web del museo. En los últimos años, algunas exposiciones de arte contemporáneo han generado un amplio debate público en torno a los límites y el valor del arte. Las más controvertidas han sido «MÖH? FUI! ÖÄK! OSSA! VAU!» (2012), que presentó las obras más escandalosas del arte estonio desde los años noventa, y «My Poland. On Recalling and Forgetting» (2015), una muestra de arte polaco contemporáneo sobre el Holocausto.